# هيلا سيلاسي
هايله سـِلاسي أو حيلي ثلاثي (بالجعزية:ኃይለ፡ ሥላሴ) ويعني اسمه (قوة الثالوث) (23 يوليو 1892 - 27 أغسطس 1975) هو آخر أباطرة إثيوپيا. وانتهى حكمه عام 1974، عندما خلعه القادة العسكريون وأنشأوا حكومة مؤقتة.
اتخذ لنفسه لقب هيلا سيلاسي الأول ويعني ذلك باللغة الأمهرية قوة الثالوث، وفيما بعد أضفى على اسمه لقب «الأسد القاهر من سبط يهوذا المختار من الله ملك إثيوبيا».
استهل حكمه بمحاولة تطوير الأوضاع الاقتصادية والاجتماعية من نشر للتعليم وتحسين للوسائل الصحية وإلغاء للعبودية وعدّها جريمة يعاقب عليها القانون، كما عمل على وضع دستور للبلاد عام 1931 نص على عدد من الإصلاحات.
بدأت الأطماع الإيطالية في البحر الأحمر منذ أواخر القرن التاسع عشر عندما أعلنت إيطاليا أن مفاتيح البحر المتوسط موجودة في البحر الأحمر؛ مما أدى إلى تطلعها إلى السيطرة على الحبشة مع مطلع الأربعينات من القرن العشرين. على الرغم من أن الدولتين كانتا عضواً في عصبة الأمم.
وقد انتهز موسوليني الخلاف الفرنسي الإنكليزي حول مناطق النفوذ بعد الحرب العالمية الأولى وتمكّن من إقناع فرنسا بالموافقة على سيطرته على الحبشة وكذلك عدم ممانعة ألمانيا لمثل هذا العمل.
افتعل موسوليني في تشرين الثاني/نوفمبر لعام 1935 حادثاً حدودياً بين الصومال الذي كانت تسيطر عليه إيطاليا وبين الحبشة. وبدل الاحتكام إلى عصبة الأمم جردت إيطاليا حملة عسكرية ضد الأحباش، قاد هيلا سيلاسي جيشه بنفسه للدفاع عن الحبشة لكنه هُزم أمام العدو المتفوق مما أدى إلى فراره إلى السودان ومن ثم إنكلترا، استصرخ هيلا سيلاسي عصبة الأمم وطلب مساعدتها بعد أن فتكت الأسلحة الحربية لدولة أوربية من الدرجة الأولى بجيشه وبلاده. وقتها أعلنت عصبة الأمم أن إيطاليا دولة معتدية وقررت فرض عقوبات عليها في آذار/مارس 1936 لكن الإيطاليين أعلنوا ضم الحبشة في أيار/مايو 1936 وأصبح فيكتور عمانوئيل الثالث إمبراطوراً على الحبشة مما دعا عصبة الأمم إلى الإقرار بعجزها وقررت رفع العقوبات التي فرضت على إيطاليا منتصف عام 1937.
في فترة الاحتلال الإيطالي تسلّط المارشال رودلفو غراتسياني Rodolfo Graziani على الإثيوبيين واستبد بهم وأذلهم وخاصة بعد إخفاق محاولة اغتياله حين صب جام غضبه على سكان العاصمة وقتل الآلاف منهم وأحرق الكنائس وأعدم عدداً من القساوسة، لكن هزيمة إيطاليا في الحرب العالمية الثانية وبدعم من إنكلترا تمكّن هيلا سيلاسي من العودة إلى وطنه وإثارة مواطنيه ضد العدو، وذلك بعد دخوله أديس أبابا واسترجاع عرشه.
تطلّع هيلا سيلاسي بعد ذلك إلى ضم أرتيريا لأهميتها للأحباش وحظي بموافقة هيئة الأمم المتحدة بإقامة اتحاد بين إثيوبيا وأرتيريا ووقع مرسوم الاتحاد عام 1952 لكن ما لبث بعد ذلك أن أعلن عن ضم أرتيريا.
قامت ثورة أرتيرية معارضة تبعتها ثورة إثيوبية في 13 كانون الأول/ديسمبر 1960 فيما كان الإمبراطور يقوم بزيارة إلى جنوب أمريكا مما دعاه إلى العودة واستعادة عرشه في أيام. شارك هيلا سيلاسي في عدد من المؤتمرات الإفريقية التي أخذت تدعو إلى الوحدة والتعاون بين أقطار إفريقيا كمؤتمر مونروفيا في ليبيريا عام 1961 ولاجوس عام 1962 والذي انبثق عنه مشروع منظمة إفريقيا، بدأت إرهاصاتها الأولى في اللقاء بين أحمد أحمد سيكو توري رئيس جمهورية غينيا وهيلا سيلاسي عام 1962 والذي أسفر عن عقد مؤتمر أديس أبابا في شهر أيار/مايو 1962 الذي حضره ممثلون من ثلاثين دولة إفريقية.
ألقى خطاب الافتتاح الإمبراطور الإثيوبي وجاء فيه «لا يمكن أن ينفضّ هذا المؤتمر دون تبني ميثاق إفريقي موحد، ولا يمكن أن نغادر القاعة من دون إنشاء منظمة إفريقية واحدة… فإذا ما أخفقنا فسوف نكون قد تخلينا عن مسؤولياتنا تجاه إفريقيا وشعوبها، أما إذا نجحنا فهنا وهنا فقط سوف نكون قد بررنا وجودنا».
وبعد مناقشات واقتراحات من رؤساء الوفود تمّ التوقيع في 28 أيار/مايو 1963 على ميثاق منظمة الوحدة الإفريقية [ر] واختيرت حكومة إثيوبيا لأن تكون الجهة التي تودع لديها وثائق التصديق على الميثاق ومهمة تسجيل الميثاق لدى الأمانة العامة للأمم المتحدة. كما اختيرت أديس أبابا مركزاً لمنظمة الوحدة الإفريقية التي تحولت فيما بعد إلى الاتحاد الإفريقي African Union.
في الستينات من القرن العشرين كثر عدد المعارضين لحكم الإمبراطور وطالبوا بمستوى معيشة أفضل وناهضوا الفساد الحكومي المتنامي، ساعدهم ما أصاب البلاد من جفاف وقحط ومجاعة عامي 1972-1973، اتهم الإمبراطور على أثرها بتجاهل هذه الأزمة الخانقة وتحركت مجموعة من العسكريين بقيادة منغستو هيلا مريام Mengistu Haile Mariam، وأبعدت هيلا سيلاسي عن الحكم عام 1974.
قيل في وصف هيلا سيلاسي «إنه كان معتدل القامة عليه مهابة ووقار مع مسحة من اللطف والصلف والزهو تخالطهما رقة طيبة عندما يتحدث عن صديق أو عزيز، لكنه يثور ثورة عارمة لا يفكر في عواقبها إذا مسّت عزته أو خدشت كرامته وبلاده من قريب أو بعيد».

## مسيرته السياسية

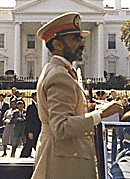
هيلا سلاسي في زيارة إلى الولايات المتحدة، في 1963

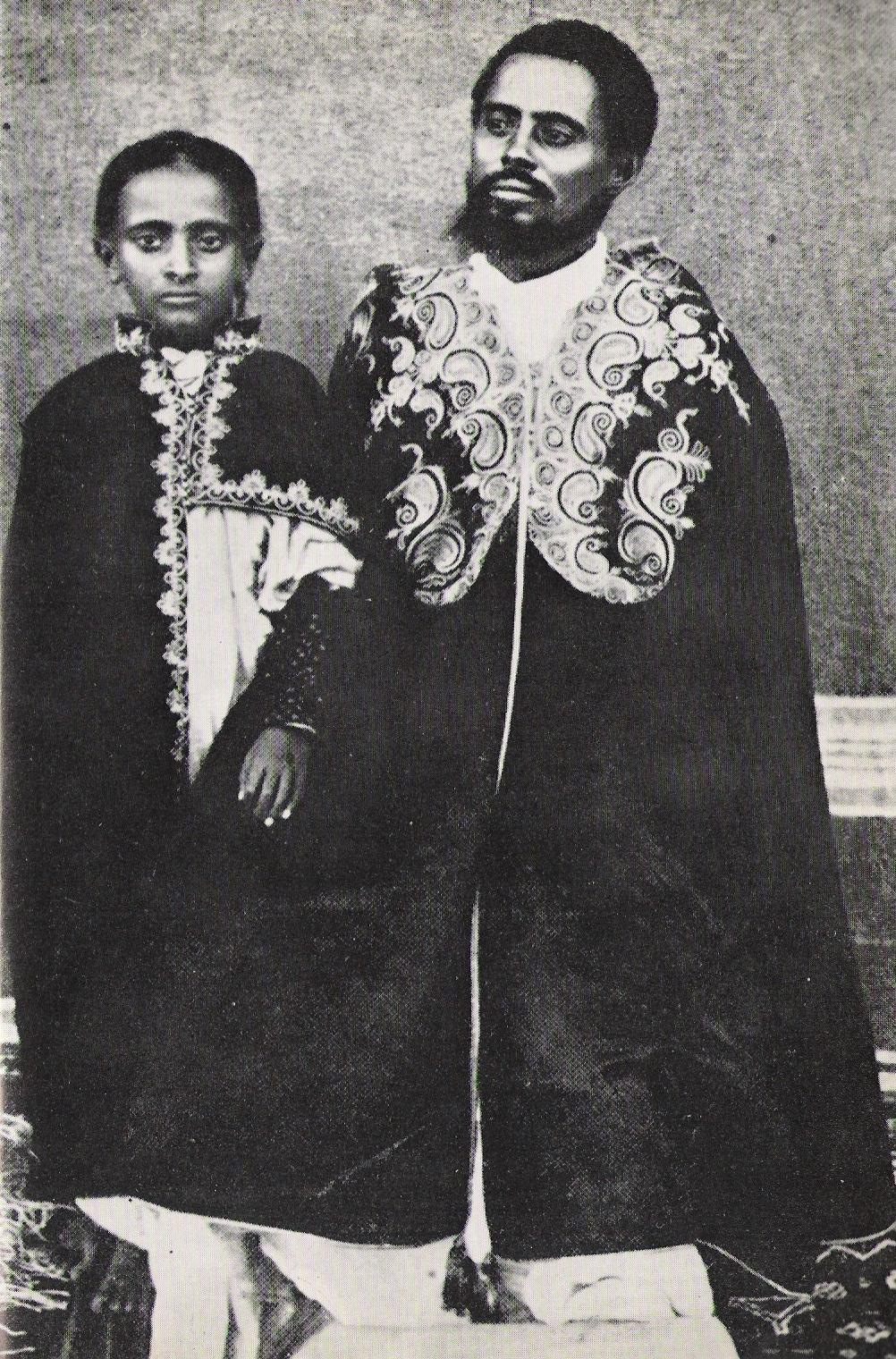
هيلا سلاسي (على يسار الصورة) وأبوه (على يمين الصورة)

قامت الحرب الإيطالية الأثيوبية وبعد ذلك احتلت إيطاليا أثيوبيا وهرب هيلا سيلاسي إلى الصومال الفرنسي ثم ذهب إلى القدس تحت الانتداب البريطاني هو وعائلته ثم ذهب بعدد ذلك إلى جبل طارق وبعدها وصل إلى إنجلترا عن طريق عبارة بريطانية وأقام في منزل أصبح دار للعجزة وبعد خسارة إيطاليا واستقلال أثيوبيا عاد الإمبراطور الحبشي هيلا سلاسي إلى الحكم في بلاده بمساعدة الإنجليز ورأى أن يستغل الظروف الدولية لجمع أسلاب إيطاليا في أفريقيا؛ فيضم الصومال وإريتريا إلى مملكته التوسعية. وساعدته على ذلك بريطانيا والولايات المتحدة، حيث اتصل ببعض رجال الكنيسة لاستمالتهم إليه، وقامت المخابرات البريطانية بإثارة العدوان والنعرات الدينية والقبلية ونجح في توحيد أرتيريا مع أثيوبيا ولكن أن تكون أرتيريا إقليم حكم ذاتي لها برلمان خاص بها وكان من المؤسسين لمنظمة الاتحاد الأفريقي وأصبح الأمين العام له منذ عام 1963 إلى 1964 وكان من المؤسين لمنظمة عدم الانحياز وكان له دور في نجاح الوساطة بين المغرب والجزائر في حرب الرمال عن طريق اتفاقيات في باماكو وضعت حدا لحرب الرمال وكانت حقوق الإنسان في عهده سيئة حيث تم قمع الشيوعين والمظاهرات الطلابية وكان يبجل باحترام حتى سنة 1973 حيث حصلت أزمة مجاعة ثم تلتها أزمة ارتفاع أسعار النفط حيث كانت المسمار الأخير الذي هز نعشه حيث أصبح الرأي العام الأثيوبي ضد الإمبراطور وفي سنة 1974 حصل انقلاب عسكري بقيادة العسكري الأثيوبي الأريتري المولد أمان عندوم وخُلع من العرش وطالب الانقلابيون ولي العهد بتتويجه الإمبراطور لكنه رفض وبعدها أعلن الانقلابيون إلغاء النظام الملكي.

### النشأة
ينحدر أصل هيلا سلاسي من الملك الشيوي من السلالة السليمانية ساهلي سلاسي، ولد في 23 يوليو 1892 في قرية أيجيرسا جورو في محافظة هرر بأثيوبيا. أمه كانت وزيرو (وتعني سيدة) يشيمبيت علي أبا جيفار، ابنة قائد من عائلة أيلو التي كانت تتمركز في محافظة وولو يسمي علي أبا جيفار، وجدته من ناحية الام كانت من عرقية جراجي. كان أباه هو مايكونين ويلد ميكاييل وهو الابن الأكبر للإمبراطور ساهلي سلاسي ومحافظ هرر. شارك مايكونين كجنرال في الحرب الإيطالية الإثيوبية الأولى. لعب دورا كبيرا في معركة عدوة; هكذا كان لدى هيلا سيلاسي فرصة للوصول للعرش عن طريق جدته من ناحية الأب، تاناجينوورك ساهلي سيلاسي التي كانت أيضاً عمة الإمبراطور منليك الثاني وابنة الإمبراطور ساهلي سيلاسي، كان هيلا سيلاسي يدعي أيضاً أنه من نسل بلقيس، ملكة سبأ وزوجة الملك سليمان.

### ترأس الحكم
أصبح هيلا سيلاسي حاكم صوري لحكومة في مدينة سيلالي في 1906, كانت الحكومة ذات أهمية هامشية.

## وفاته والعثور على رفاته ودفنه
في يوم 28 أغسطس 1975 أعلن التلفزيون الرسمي عن وفاته إثر فشل في الجهاز التنفسي عقب تعقيدات من فحص البروستاتا تبعته عملية في البروستاتا نفى طبيبه الشخصي حدوث مضاعفات ورفض النسخة الحكومية من وفاته واعتقد بعض الموالين للنظام الملكي أن الإمبراطور قد تم اغتياله في الواقع وعلّق أحد المراسلين الغربيين في إثيوبيا في ذلك الوقت قائلاً: «على الرغم من أنه من غير المعروف ما حدث بالفعل، إلا أن هناك مؤشرات قوية على عدم بذل أي جهود لإنقاذه. ومن غير المرجح أن يكون قد قُتل بالفعل. ومن المؤكد أن مثل هذه الشائعات ستنشأ. ما حدث، في ظل أجواء الشك وعدم الثقة السائدة في أديس أبابا في ذلك الوقت» وتم دفنه في حمامات القصر الإمبراطوري عام 1991 وبعد ذلك عُثر على رفات الإمبراطور الراحل أسفل أحد مراحيض القصر في عام 1992 وقد حُفظ بكنيسة بآتا مريم منذ ذلك الحين حتى دُفنت بجوار بقية أفراد عائلته في كاتدرائية الثالوث ويعتقد أنه حدثت مذبحة للعائلة المالكة لأن العثور على رفات إمبراطور سابق في هذا المكان يدل على أن هناك جريمة ما لم يتم التحقيق فيها، وكان الديكتاتور الماركسي مانجستو هيلا ماريام عام 1974م الرجل الذي أطاح بالإمبراطور الأخير.
في يوم 5 نوفمبر 2000 أي بعد مرور 25 سنة على وفاته ووري رفاته تراب إثيوبيا حيث أُقيمت جنازة له على الطراز الإمبراطوري في أديس أبابا بعد وفاته كما قيل في ظروف غامضة
وقد تمت مراسم الدفن في كاتدرائية الثالوث المقدس، وقد ارتدى القساوسة ثيابهم الفارهة بينما اصطفَّ قدامى المحاربين داخل الكاتدرائية وقد ارتدوا قبعات تزينها شعور الأسود، وقد كان عدد الحضور عدة آلاف وهو أقل من المتوقع حيث كان متوقعاً مئات الآلاف.
ورفضت الحكومة الأثيوبية منح الجنازة الصفة الرسمية حيث أنها اتهمت الإمبراطور الذي حرر إثيوبيا من الاحتلال الإيطالي اتهمته بالظلم والقسوة خلال 45 سنة قضاها في حكمه، واعتبرت أن الجنازة شأناً عائلياً وليس حكومياً، وقد احتجز الإمبراطور البالغ من العمر ثلاثا وثمانين عاما في قصره ليموت بعد عام واحد في ظروف غامضة إلا أنه من المرجح أنه قُتل على يد محتجزيه
كان موكب الجنازة الحزين قد بدأ فجرا من كنيسة بآتا مريم وسار لمسافة عشرة كيلو مترات إلى كاتدرائية الثالوث المقدس مارا بميدان ميسكال وسط العاصمة أديس أبابا.
وقد حضر مراسم الجنازة عدد من أفراد العائلة المالكة السابقة وأشاد بطريرك الكنيسة الأرثوذكسية (لم تتم رسامته من الكنيسة القبطية التي لها الحق الرسولي في إقامته بطريركاً) أمام القداس بهيلا سيلاسي منوها بجهوده من أجل إثيوبيا وكنيستها، وأفريقيا والعالم أجمع وقال أحد القساوسة الذين حضروا القداس إن الذين قتلوه وألقوا جثته في مقبرة مجهولة لم ينجحوا في تشويه صورته.
وقد كتب هيلا سيلاسي اسمه على صفحات التاريخ، فهو أحد المؤسسين لمنظمة الوحدة الإفريقية، بالإضافة إلى مقاومته للغزو الاستيطاني الإيطالي لبلاده إبان الثلاثينيات، في إحدى الصور يظهر الإمبراطور هيلا سيلاسي يرتدي الملابس الملكية وعلى رأسه التاج الذهبي المرصّع بالأحجار الكريمة.
وطائفة راستافاريان التي يبلغ تعدادها مليون نسمة تعتقد أن هيلا سيلاسي إما أنه لا يزال حيا وبصحة جيدة أو أن جسده صعد إلى السماء وقد اتخذته حركة راستافاريان الوليدة عندئذ في جامايكا إلهاً، ورغم أن معظم طائفة الراستافاريان يدينون الجنازة، فإن بعضهم وصل إلى أديس أبابا لحضور الدفن مصرّين على أنهم ذهبوا لمجرد المراقبة لا المشاركة، وذكر راس لومومبا وهو سوداني من طائفة الراستافاريان يعيش في إثيوبيا منذ ثلاث سنوات إن الإمبراطور هيلا سيلاسي هو مسيحهم المخلص وإلاههم المنتظر.

## مسيح الرستافارية
يؤمن أتباع طائفة الرستفارية التي انبثقت في جامايكا بأن هيلا سيلاسي إله، وأنه لم يمت، ويبلغ تعداد الطائفة نحو مليون نسمة يعتقدون أن هيلا سيلاسي لا زال حيا وبصحة جيدة أو أن جسده صعد إلى السماء اتخذت الطائفة اسمها من الاسم الحقيقي لهيلا سيلاسي، فاسمه قبل تنصيبه نفسه إمبراطورا هو تافاري ماكونن، ويسبق اسمه دائما كلمة راس والتي تعني بالأمهرية الأمير لذا كان اسمه قبل الإمبراطورية «راس تافاري» وهو الاسم الذي اشتق منه اسم الديانة الرستفارية.

## أعلام

علم إثيوبيا في فترة الحكم الملكي يتوسطه أسد يهوذا

## الثقافة الشعبية
- ذكرت شخصية «هيرميس كونارد» اسمه عدة مرات في مسلسل فيوتشوراما.
- يمكن اللعب بشخصيته في لعبة فيديو الحاسوب الإستراتيجية «سيفيليزيشن v: برايف نيو وورلد».
- ذكرته فرقة «وين» في أغنيتها «شفتان مشوهتان» من ألبوم «ذا مولاسك» الصادر سنة 1997.